# Lịch sử hiến pháp Pháp
Lịch sử hiến pháp Pháp bắt đầu vào năm 1789, khi nổ ra Cách mạng Pháp. Tới nay, trải qua hơn hai thế kỷ, nước Pháp có khoảng 15 bản hiến Pháp dưới một số chế độ tạm thời, 2 hoàng đế, 4 vua và 22 tổng thống của 5 nền cộng hòa. Điểm khác nhau chính của các chế độ này là tìm ra một sự cân bằng giữa lập pháp và hành pháp sau khi đã chọn thể chế cộng hòa. Có thế nhận thấy hai thời kỳ lớn của lịch sử hiến pháp Pháp. Thời kỳ đầu tiên thừa kế từ chế độ cũ và kéo dài cho tới sự thành lập nên cộng hòa thứ 3 vào năm 1875. Thời kỳ này kéo dài gần một thế kỷ với các chế độ phần lớn là chuyên chế nối tiếp nhau. Năm 1875 đánh dấu một bước ngoặt, ghi nhận sự bén rễ của cộng hòa và dân chủ. Nền cộng hòa thứ ba và thứ tư chưa phải là một hình ảnh hoàn thiện của dân chủ, và cả hai đã kết thúc trong những bối cảnh khủng hoảng khác nhau.

## Từ cách mạng Pháp tới cuối nền Đệ nhị cộng hòa (1789–1870)
Thời kỳ này được đánh dấu bởi một sự kế thừa của thể chế chính trị. Một vài trong số đó đã có tính dân chủ. Cuộc cách mạng 1789 đã có những thay đổi về quyền lực, nhưng nước Pháp chưa sẵn sàng cho một thể chế cộng hòa. Một số nhân vật mạnh thử áp đặt cái nhìn của họ lên kẻ khác, những người yếu hơn, dẫn dắt bằng các sự kiện.

### Các hiến pháp của thời kỳ Cách mạng
Những nhà cách mạng là những người đầu tiên tạo nên một hiến pháp của nước Pháp. Trong 4 năm từ 1791 tới 1795, họ đã tạo nên ba bản hiến pháp, con số nhiều nhất trong lịch sử nước Pháp.
- Hiến pháp ngày 3 tháng 9 năm 1791: Dựa theo Bản tuyên ngôn về quyền con người và công dân được thông qua vào ngày 26 tháng 8 năm 1789, bản hiến pháp bao gồm cả lời mở đầu của bản tuyên ngôn đó. Nó công nhận lần đầu tiên một số quyền cá nhân, gồm ba điểm chính: tự do, bình đẳng và sử hữu. Bản tuyên ngôn về quyền con người và công dân khẳng định nguyên tắc chính phủ đại diện tối cao của pháp luật và sự phân chia quyền lực. Hiến pháp thiết lập một nền quân chủ lập hiến.
- Hiến pháp ngày 04/10/1958 (La Constitution du 4 octobre 1958)